# Peter Lindbergh
Peter Lindbergh, vlastním jménem Peter Brodbeck, (23. listopadu 1944 – 3. září 2019) byl německý módní fotograf, který se specializoval na černobílé portréty. Studoval abstraktní umění v Krefeldu. Poté, co se v roce 1971 usadil v Düsseldorfu, se začal zajímat více o fotografii. Později pracoval pro časopis Stern. Kromě fotografování natočil několik filmů. Například v jeho snímku Models, The Film (1991) se objevily Linda Evangelista, Naomi Campbell a Cindy Crawford. Mezi jeho další filmy patří například Inner Voices (1999) a Everywhere at Once (2008). V roce 2008 vystupoval v cameo roli ve filmu Přestřelka v Palermu. Zemřel v Paříži ve věku 74 let. Roku 2019 měl premiéru film o jeho životě Peter Lindbergh: Women's Stories v režii Jean-Michela Vecchieta.

## Životopis
Lindbergh se narodil 23. listopadu 1944 v Lešnu, v Německem okupovaném Polsku. Dětství však prožil v Duisburgu, což je průmyslové a přístavní město v Německu ve spolkové zemi Severní Porýní-Vestfálsko v západním Porúří při ústí Ruhru do Rýna. Jako teenager pracoval jako aranžér výloh v obchodním domě Karstadt a Horten v Duisburgu. Letní dovolenou se svou rodinou trávil v Nizozemsku na pobřeží poblíž Noordwijku. Rozsáhlé pláže a průmyslové prostředí jeho rodného města Duisburg během let silně ovlivňovaly jeho práci. Začátkem šedesátých let se přestěhoval do Lucernu a o několik měsíců později do Berlína, kde se zapsal na Berlínskou akademii výtvarných umění. Vydal se do Arles po stopách svého idola Vincenta van Gogha a na tu dobu vzpomínal:
„Raději jsem aktivně hledal van Goghovy inspirace, můj idol, než maloval povinné portréty a krajiny vyučované na uměleckých školách“.

Po několika měsících v Arles pokračoval do Španělska a Maroka, na cestu, která mu trvala dva roky.
Po návratu do Německa studoval obor abstraktní umění na umělecké vysoké škole v Krefeldu v Severním Porýní-Vestfálsku u Günthera C. Kirchbergera. Pod vlivem Josepha Kosutha a hnutí konceptuálního umění byl v roce 1969 před promocí pozván, aby představil své dílo v avantgardní Galerii Denise René. Tyto práce byly v roce 2014 vystaveny na výstavě Objets ludiques v Tinguely Museum v Basileji. Poté, co se v roce 1971 přestěhoval do Düsseldorfu, začal se věnovat fotografii a dva roky pomáhal německému fotografovi Hansu Luxovi a v roce 1973 otevřel své vlastní studio. Začal být ve své zemi známým a stal se členem časopisecké rodiny Stern spolu s fotografy Helmutem Newtonem, Guy Bourdinem a Hansem Feurerem.

## Fotografie

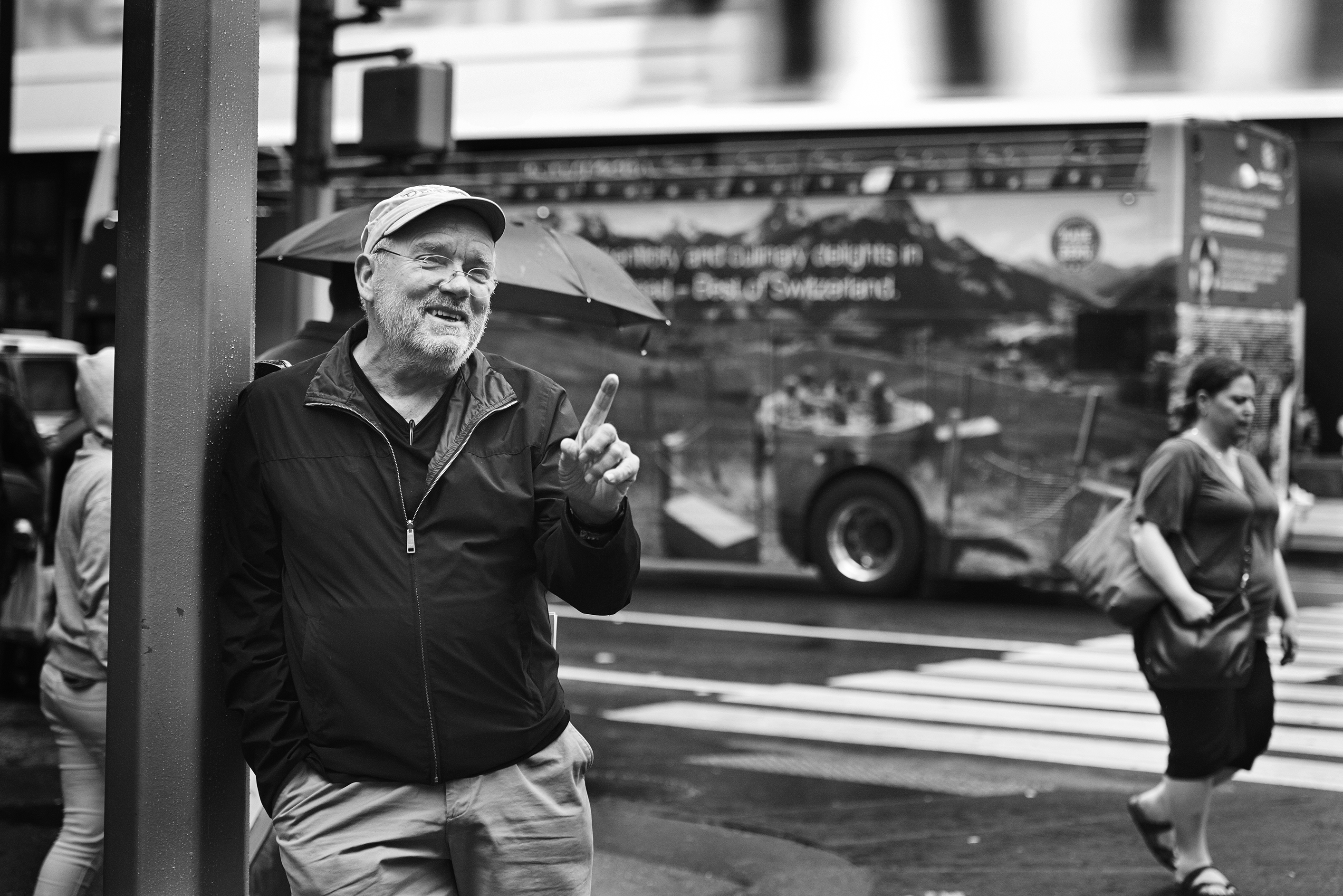
Peter Lindbergh v New Yorku, 2016

V roce 2014 Lindbergh řekl: „V dnešní době by mělo být zodpovědností fotografů osvobodit ženy, a ostatně všechny, před hrůzou mládí a dokonalosti.“ V roce 2016 Lindbergh prohlásil, že
„Módní fotograf by měl přispívat k definování obrazu současné ženy nebo muže ve své době tak, aby odrážel určitou sociální nebo lidskou realitu. Jak surrealistický je dnešní komerční program retušování všech známek života a zkušeností, retušování samotné osobní pravdy vlastní tváře?“

Novinářka Suzy Menkes napsala: „Ochranná známka Petera Lindbergha je, že se odmítá klanět naleštěné dokonalosti – esence obrazů, které se dívají do netknuté duše každého člověka, jakkoli známé nebo slavné“.
V roce 1989 fotografoval poprvé společně modelky Lindu Evangelistu, Naomi Campbell, Tatjanu Patitz, Cindy Crawford a Christu Turlington pro lednovou obálku magazínu British Vogue roku 1990. Tento okamžik odstartoval počátek éry supermodelek. Obálka magazínu inspirovala zpěváka George Michaela, který obsadil Lindberghovy modelky do videoklipu pro svou píseň Freedom '90. Asi ve stejnou dobu představil italský módní návrhář Gianni Versace nové supermodelky, které byly představeny o dva roky dříve na Lindberghových fotografiích, pro svou módní přehlídku Podzim – Zima 1991. V rozhovoru s historičkou umění Charlotte Cottonovou z roku 2008 vysvětlil:
Použití černobílé fotografie bylo pro stvoření supermodelu velmi důležité. Pokaždé když jsem se pokusil fotografovat barevně, i přestože jejich krása byla blízko dokonalosti, vypadalo to jako špatná reklama na kosmetiku. Na černobílé fotografii můžete opravdu vidět, kdo opravdu jsou. Zmírnilo to komerční interpretaci, kterou dává barva. Na černobílé je pozoruhodné to, jak skutečně pomáhá proniknout reálným pocitům.

První Lindberghova kniha 10 Women (1996), se od roku 2008 prodala v počtu více než 100 000 výtisků.
V letech 1996 a 2002 dvakrát fotografoval kalendář Pirelli. V roce 2002 poprvé využil herečky místo modelek a pracovali na zadní straně budovy Paramount Studios a umělecká kritička Germaine Greerová to komentovala jako „nejnáročnější kalendář Pirelli“. Lindbergh byl prvním fotografem v padesátileté historii kalendáře Pirelli, který byl pozván, aby jej pro vydání 2017 vyfotografoval i potřetí.
Lindbergh spolupracoval na dvou kompletních vydáních Vogue fotografovaných jím a jeho asistentem, Jethrem Gainesem z J. Gaines Studio, z nichž jedno oslavovalo 30. výročí německého Vogue v říjnu 2009 a druhé pro španělský Vogue v prosinci 2010.

## Filmy
Lindbergh režíroval celou řadu filmů a dokumentů.
Models, The Film (1991) byl natočen v New Yorku a hrály v něm modelky: Linda Evangelista, Tatjana Patitz, Naomi Campbell, Cindy Crawford a Stephanie Seymour.
Inner Voices (1999) byl dramatický dokument zkoumající herecké sebevyjádření Lee Strasberga. V roce 2000 získal na Mezinárodním filmovém festivalu v Torontu (TIFF) cenu za nejlepší dokument.
Pina Bausch, Der Fensterputzer (2002) byl experimentální film o jeho kamarádce německé tanečnici a choreografce Pině Bauschové.
Snímek Everywhere at Once (2008) režírovali Lindbergh a Holly Fisher. Film, který vypráví Jeanne Moreau, sestává z refilmovaných Lindberghových fotografií, z nichž mnohé nebyly do té doby publikovány, protkané výňatky z filmu Tony Richardsona Mademoiselle. Film měl svou světovou premiéru na filmovém festivalu Tribeca v New Yorku v roce 2008 po předpremiéře na filmovém festivalu v Cannes v roce 2007.
Peter Lindbergh — Women’s Stories (2019) režíroval Jean-Michel Vecchiet. Jedná se o dokumentární film o Lindberghově životě, kde také hraje jeho první manželka Astrid Lindbergh.

## Hudba
Lindbergh fotografoval filmový plakát pro film Tonyho Scotta Hlad (1983) s Davidem Bowiem, Susan Sarandon a Catherine Deneuve a obálku alba pro soundtrack, filmový plakát filmu Talk To Her (2002) Pedra Almodóvara a také pro dokument Charlotty Ramplingové The Look (2011).
Lindbergh fotografoval mnoho obálek hudebních nahrávek, byly mezi nimi: singl Jane Birkin „Quoi“ (1985); singl Tiny Turner „Zahraniční záležitost“ (1990) a album Foreign Affair (1989) a také její videoklip „Missing You“. Lindbergh fotografoval obálky pro album Sheryl Crow Globe Sessions (1998) a album Beyoncé I Am… Sasha Fierce (2008). Režíroval videoklip pro píseň Lionela Ritchieho „The Last Party“.

## Osobní život
Lindbergh se rozvedl se svou první manželkou Astrid, která se s ním objevila v dokumentu Peter Lindbergh – Dámské příběhy. Později se oženil s Petrou Sedlaczek. Lindbergh měl čtyři syny Benjamina, Jérémyho, Simona, Josepha a sedm vnoučat. Zemřel 3. září 2019 v Paříži, ve věku 74 let.

## Výstavy

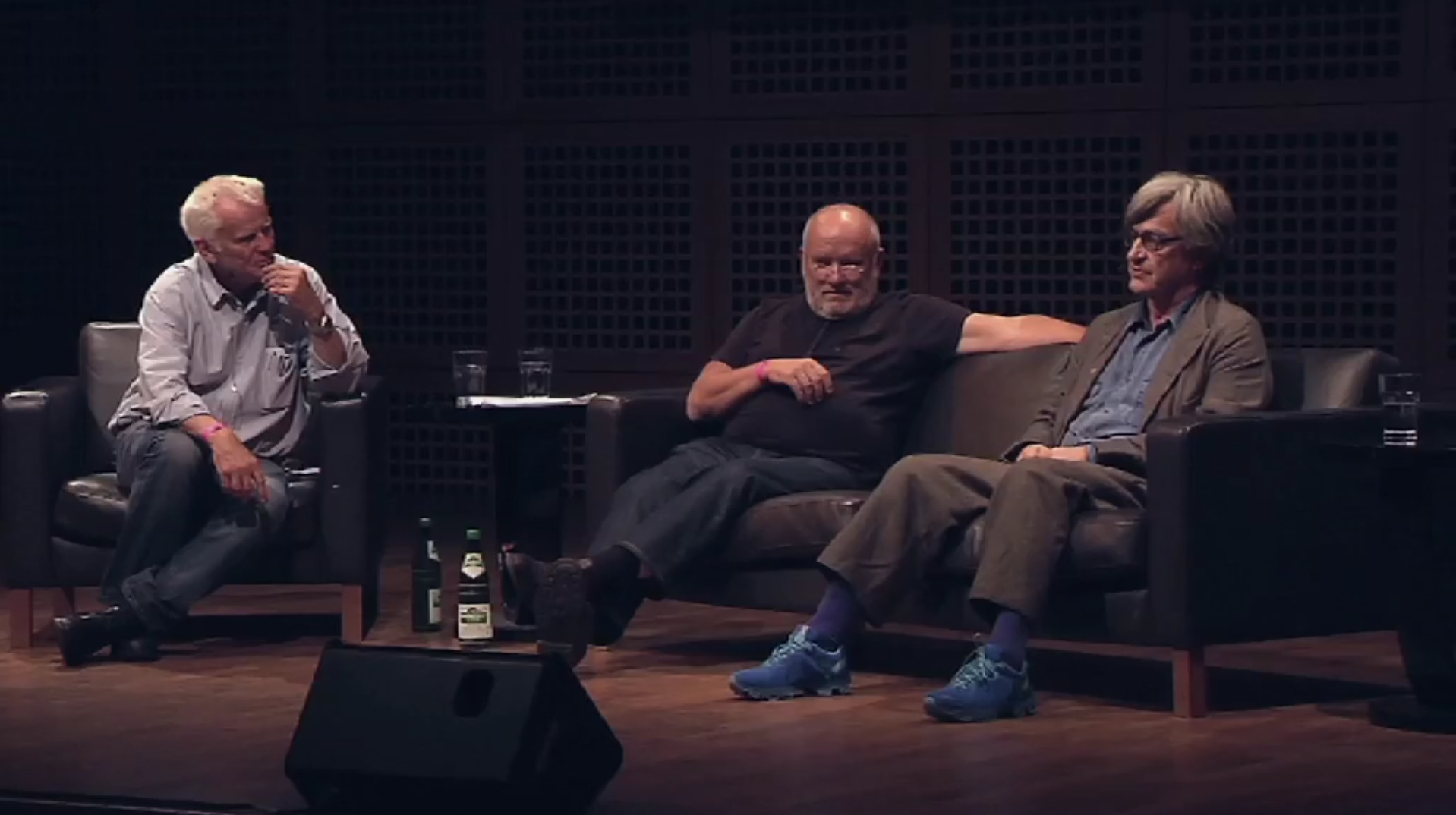
Jim Rakete, Peter Lindbergh a Wim Wenders během konverzace v Düsseldorfu, červen 2015

- Models As Muse, The Metropolitan Museum of Art, 2009.[40]
- On Street, C/O Berlin, 2010.[41]
- The Unknown, Ullens Center for Contemporary Art, Beijing, Čína, duben - květen 2011. Lindberghova instalace, kurátor: Jerome Sans. Výstavu navštívilo více než 70.000 diváků.[42]
- The Unknown a Images of Women, Meštrović Pavilion HDLU Museum, Záhřeb, duben - květen 2014.[43]
- Vogue Like a Painting, Thyssen-Bornemisza Museum, Madrid, červen - říjen 2015. Lindberghovy portréty a zátiší byly vystaveny společně s díly Irvinga Penna, Horsta P. Horsta a Erwina Blumenfelda.[44]
- Gagosian Paris, září – prosinec 2014[45]
- Gagosian Athens, únor – duben 2016.[46]
- A Different Vision On Fashion Photography, Kunsthal v Rotterdamu, září 2016 - únor 2017.[47] Velká retrospektiva. Obsahuje práce z dříve nepublikovaného materiálu od osobních poznámek, storyboardů, rekvizit, polaroidů, kontaktních náhledů a filmů až po monumentální tisky. Následně byla představena v mnichovské Kunsthalle v Německu (pod názvem „From Fashion To Reality“ - „Od módy k realitě“) a na Reggia di Venaria v Turíně.[48] Celkem tuto putovní výstavu navštívilo více než 400.000 lidí.[49]

## Filmografie
- 1991: Models: the Film – režie: Lindbergh[23]
- 1999: Inner Voices – 30 minutové doumentární drama, režie: Lindbergh[24]
- 2001: Pina Bausch – Der Fensterputzer – 30 minutový film, režie: Lindbergh[25]
- 2008: Everywhere at Once – režie: Lindbergh a Holly Fisher[26]
- 2019: Peter Lindbergh — Women’s Stories – dokument založený na Lindberghově životě, režie: Jean-Michel Vecchiet[7]

## Ocenění
- 1996: Raymond Loewy Foundation Award.[50]
- 2014: Vyznamenání za dlouhodobé příspěvky k informovanosti o AIDS na každoročním amfAR New York Gala na Cipriani Wall Street.[51]

## Publikace

### Hlavní publikace
- 10 Women. Schirmer / Mosel, 1996. ISBN 978-3-8238-1416-0. Předmluva: Karl Lagerfeld. Fotografie modelek: Kate Moss, Christy Turlington, Linda Evangelista, Cindy Crawford, Amber Valletta, Naomi Campbell, Helena Christensen, Claudia Schiffer, Kristen McMenamy a Tatjana Patitz.
- Images de Women. Schirmer / Mosel, 1997. ISBN 978-3-8296-0143-6. Úvod: Martin Harrison.
- Portfolio. Assouline, 1999. ISBN 2-84323-108-6. Rozhovor vedl: Dr. Antonio Ria.
- Stories. Arena editions USA, 2002. ISBN 1-892041-64-2. Předmluva: Wim Wenders.
- Untitled 116. Schirmer / Mosel, 2006. ISBN 3-8296-0179-4.
- On Street. C/O Berlin, 2010. ISBN 978-3-8296-0506-9.
- The Unknown. Schirmer / Mosel, 2011. ISBN 978-3-8296-0544-1. Rozhovor s autorem: Jérôme Sans.
- Images of Women 2. Schirmer / Mosel, 2014. ISBN 978-3829606851. Předmluva: Werner Spies, Wim Wenders a Peter Handke,
- A Different History of Fashion by Lindbergh. Taschen, 2016. ISBN 978-3-8365-5282-0. Předmluva: Thierry-Maxime Loriot.
- Peter Lindbergh. Shadows on the Wall. Taschen, 2017. ISBN 978-3-8365-6937-8.

### Ostatní publikace
- Stern Fotografie – Smoking Women – Portfolio N°5. teNeues, 1996. ISBN 978-3570122990.
- Stern Fotografie – Invasion – Portfolio N°29. teNeues, 2002. ISBN 978-3570193471.
- I Grandi Fotografi of Corriere Della Sera. 2006. Součást série s Man Rayem, Robertem Mapplethorpem, Helmutem Newtonem a Henrim Cartier-Bressonem.
- Stern Fotografie Portfolio N° 47. teNeues, 2007. ISBN 978-3-570-19733-2.
- Peter Lindbergh:100 photos pour la liberté de la presse. Reportéři bez hranic, 2014. ISBN 978-2362200267. Časopis.